# Едуард Чех
Едуард Чех (чеськ. Eduard Čech, 29 червня 1893 — 15 березня 1960) — чеський математик.

## Життєпис
Народився у селі Страчов (тепер в Чехії), у 1912 році вступив до Празького університету. Після закінчення Першої світової війни повернувся в університет і у 1920 році захистив дисертацію на ступінь доктора філософії. В 1921—22 роках співпрацював з Гвідо Фубіні у сфері проективної диференціальної геометрії. У 1952 році був обраний членом нової Чехословацької академії наук.
Основні роботи Чеха стосуються топології (загальної та алгебраїчної). Так, у роботі 1932 року ним було виведене визначення когомологій Чеха і зворотної границі. На міжнародному математичному конгресі в Цюриху (1932) він представив визначення вищих гомотопічних груп сфери (в результаті перевідкрите Гуревичем). У 1937 році він явно описав конструкцію компактифікації цілком регулярного простору, що згодом була названа компактифікацією Стоуна — Чеха. Його доказ теореми Тихонова є першим із опублікованих.

## Вибрані роботи
- Geometria proiettiva differenziale. I, II — Bologna, Zanichelli — 1926, 1927 (спільно з Фубіні).
- Theorie generale del'homologie dans une space quelconque — Fundamenta mathematicae 19, 149–183, 1932.
- Hoherdimensionale Homotopiegruppen — Verh. int. Kongr. Zurich 2, 203, 1932.
- Sur les nombres de Betti locaux — Annals of Mathematics, (2) 35, 678–701, 1934.
- Les theoremes de dualite en topologie, Gompt. Rend. kongres, Praha, 17—25, 1934.
- Multiplication on a complex — Annals of Mathematics. 37, 681–697, 1936.
- On bicompact spaces — Annals of Mathematics, 38, 823–844, 1937.